# 707242 Denniscrabtree
707242 Denniscrabtree è un asteroide della fascia principale esterna. Scoperto nel 2006, presenta un'orbita caratterizzata da un semiasse maggiore pari a 2,975165 UA e da un'eccentricità di 0,140433, inclinata di 6,894692ª rispetto all'eclittica.